# Gauss konstant
Gauss konstant är en matematisk konstant betecknad G och definierad som reciproken till det aritmetisk-geometriska medelvärdet av 1 och roten ur två,
{\displaystyle G={\frac {1}{\mathrm {agm} (1,{\sqrt {2}})}}.}
Dess decimalutveckling är (talföljd A014549 i OEIS)
0,8346268416740731862814297...
och talet ges av kedjebråket (talföljd A053002 i OEIS)
[0; 1, 5, 21, 3, 4, 14, 1, 1, 1, 1, 1, 3, 1, 15, ...].

## Koppling till lemniskatan
Konstanten har fått sitt namn efter Carl Friedrich Gauss som den 30 maj 1799 upptäckte att den är lika med
{\displaystyle G={\frac {2}{\pi }}\int _{0}^{1}{\frac {dx}{\sqrt {1-x^{4}}}}}
vilket relaterar den till lemniskatan. Konstanten kan användas för att definiera lemniskatekonstanterna som används för att ange båglängden av en lemniskata. Den första konstanten ges av
{\displaystyle L_{1}\;=\;\pi G,}
den andra av
{\displaystyle L_{2}\,\,=\,\,{\frac {1}{2G}}.}

## Övriga samband
Gauss konstant kan användas för att ange gammafunktionen av 1/4 med ett slutet uttryck,
{\displaystyle \Gamma \left({\frac {1}{4}}\right)={\sqrt {2G{\sqrt {2\pi ^{3}}}}},}
och eftersom π och Γ(1/4) är algebraiskt oberoende är Gauss konstant därmed ett transcendent tal. Gauss konstant är även lika med
{\displaystyle G={\frac {2}{\pi }}\,\mathrm {\mathrm {B} } \left({\frac {1}{4}},{\frac {1}{4}}\right)}
där Β betecknar betafunktionen. Ytterligare ett uttryck för G, i termer av thetafunktioner, är
{\displaystyle G=\vartheta _{4}^{2}(e^{-\pi }).}
En snabbt konvergerande serie är
{\displaystyle G={\sqrt[{4}]{32}}e^{-{\frac {\pi }{3}}}\left[\sum _{n=-\infty }^{\infty }-1^{n}e^{-2n\pi (3n+1)}\right]^{2}.}
Några andra serier är
{\displaystyle G={\frac {\pi }{\sqrt {2}}}\sum _{k=0}^{\infty }{\binom {2k}{k}}^{\!2}{\frac {1}{2^{5k}}}}
{\displaystyle G=2\sum _{k=0}^{\infty }{\binom {2k}{k}}{\frac {1}{(4k+1)2^{2k}}}}
{\displaystyle G=\pi {\biggl (}\sum _{k=-\infty }^{\infty }(-1)^{k}\,e^{-\pi k^{2}}{\biggr )}^{2}}
{\displaystyle \log G={\tfrac {1}{2}}\gamma -{\tfrac {1}{2}}\log 2+\log \pi +{\frac {2}{\pi }}\sum _{k=1}^{\infty }(-1)^{k}{\frac {\log(2k+1)}{2k+1}}\,.}
En oändlig produkt är
{\displaystyle G=\prod _{m=1}^{\infty }\tanh ^{2}\left({\frac {\pi m}{2}}\right).}
Några integraler är
{\displaystyle {\frac {1}{G}}=\int _{0}^{\pi /2}{\sqrt {\sin(x)}}dx=\int _{0}^{\pi /2}{\sqrt {\cos(x)}}dx}
{\displaystyle G=\int _{0}^{\infty }{\frac {dx}{\sqrt {\cosh(\pi x)}}}.}